# Tran Hieu Ngan
Trần Hiếu Ngân född 26 juni 1974, är en vietnamesisk taekwondoutövare som vann OS-silver i OS 2000 i Sydney, Australien och det var Vietnams första olympiska medalj. Ngân i hennes namn betyder silver på vietnamesiska.
Hon tog OS-brons i fjäderviktsklassen i samband med de olympiska taekwondo-turneringarna 2000 i Sydney.